# Blajiv, Sambir
Blajiv (în ucraineană Блажів) este localitatea de reședință a comunei Blajiv din raionul Sambir, regiunea Liov, Ucraina.

## Demografie
Componența lingvistică a localității Blajiv
     Ucraineană (99,88%)
     Alte limbi (0,12%)
Conform recensământului din 2001, majoritatea populației localității Blajiv era vorbitoare de ucraineană (99,88%), existând în minoritate și vorbitori de alte limbi.